# Campeonato Mundial de Natação em Piscina Curta de 2010 - 50 m borboleta feminino
A prova dos 50 metros nado borboleta feminino do Campeonato Mundial de Natação em Piscina Curta de 2010 foi disputado entre 16 e 17 de dezembro em Dubai nos Emirados Árabes Unidos.

## Recordes
Antes desta competição, os recordes mundiais e do campeonato nesta prova eram os seguintes:
|    | Nome              | Nacionalidade | Tempo (segundo) | Local      | Data                   |
| -- | ----------------- | ------------- | --------------- | ---------- | ---------------------- |
| WR | Therese Alshammar | Suécia        | 24.38           | Singapura  | 22 de novembro de 2009 |
| CR | Felicity Galvez   | Austrália     | 25.32           | Manchester | 11 de abril de 2008    |

## Medalhistas
| Ouro                    | Prata                 | Bronze                 |
| Therese Alshammar (SWE) | Felicity Galvez (AUS) | Jeanette Ottesen (DEN) |

## Resultados

### Eliminatórias
As eliminatórias ocorreram dia 16 de dezembro. Dezesseis atletas num total de 75 se classificaram  para a semifinal.
| Colocação | Bateria | Raia | Nome                             | Tempo | Notas |
| --------- | ------- | ---- | -------------------------------- | ----- | ----- |
| 1         | 9       | 5    | Therese Alshammar (SWE)          | 25.23 | Q, CR |
| 2         | 10      | 3    | Felicity Galvez (AUS)            | 25.41 | Q     |
| 3         | 10      | 4    | Inge Dekker (NED)                | 25.67 | Q     |
| 4         | 8       | 5    | Triin Aljand (EST)               | 25.69 | Q     |
| 5         | 10      | 2    | Christine Magnuson (USA)         | 25.76 | Q     |
| 6         | 10      | 5    | Jeanette Ottesen (DEN)           | 25.77 | Q     |
| 7         | 8       | 3    | Dana Vollmer (USA)               | 25.83 | Q     |
| 8         | 9       | 4    | Hinkelien Schreuder (NED)        | 25.97 | Q*    |
| 9         | 9       | 3    | Amit Ivry (ISR)                  | 26.17 | Q     |
| 10        | 1       | 5    | Lu Ying (CHN)                    | 26.22 | Q     |
| 11        | 8       | 6    | Marieke Guehrer (AUS)            | 26.26 | Q     |
| 12        | 10      | 6    | Mélanie Henique (FRA)            | 26.29 | Q     |
| 13        | 10      | 1    | Sze Hang Yu (HKG)                | 26.33 | Q     |
| 14        | 8       | 4    | Ingvild Snildal (NOR)            | 26.36 | Q     |
| 15        | 10      | 7    | Arianna Vanderpool-Wallace (BAH) | 26.39 | Q     |
| 16        | 8       | 1    | Katerine Savard (CAN)            | 26.48 | Q     |
| 17        | 10      | 8    | Melanie Schweiger (SUI)          | 26.54 |       |
| 18        | 2       | 8    | Guo Fan (CHN)                    | 26.65 |       |
| 19        | 9       | 6    | Annika Saarnak (EST)             | 26.69 |       |
| 20        | 9       | 7    | Daniele de Jesus (BRA)           | 26.73 |       |
| 21        | 6       | 7    | Chanelle van Wyk (RSA)           | 26.75 |       |
| 22        | 8       | 8    | Sara Oliveira (POR)              | 26.78 |       |
| 23        | 8       | 2    | Eszter Dara (HUN)                | 26.81 |       |
| 24        | 9       | 2    | Fabienne Nadarajah (AUT)         | 26.87 |       |
| 25        | 9       | 8    | Amanda Loots (RSA)               | 26.99 |       |
| 26        | 7       | 5    | Katarina Listopadova (SVK)       | 27.01 |       |
| 27        | 9       | 1    | Svetlana Fedulova (RUS)          | 27.02 |       |
| 28        | 7       | 3    | Katarina Milly (SVK)             | 27.07 |       |
| 29        | 7       | 2    | Iris Rosenberger (TUR)           | 27.09 |       |
| 30        | 7       | 4    | Katja Hajdinjak (SLO)            | 27.12 |       |
| 31        | 8       | 7    | Alana Kathryn Dillette (BAH)     | 27.17 |       |
| 32        | 7       | 7    | Jeserik Pinto (VEN)              | 27.36 |       |
| 33        | 7       | 1    | Farida Osman (EGY)               | 27.48 |       |
| 34        | 7       | 6    | Cheng Wan-Jung (TPE)             | 27.72 |       |
| 34        | 7       | 8    | Monica Johannessen (NOR)         | 27.72 |       |
| 36        | 6       | 4    | Cecilia Bertoncello (ARG)        | 28.02 |       |
| 37        | 6       | 5    | Hiroko Sugino (JPN)              | 28.15 |       |
| 38        | 6       | 2    | Elimar Barrios (VEN)             | 28.32 |       |
| 39        | 6       | 3    | Jasmin Rosenberger (TUR)         | 28.37 |       |
| 40        | 5       | 6    | Diana Luna Sánchez (MEX)         | 28.95 |       |
| 41        | 6       | 6    | Ma Cheok Mei (MAC)               | 28.96 |       |
| 42        | 5       | 4    | Marie Laura Meza (CRC)           | 29.20 |       |
| 43        | 4       | 3    | Karen Torrez (BOL)               | 29.30 | NR    |
| 44        | 5       | 3    | Talita Baqlah (JOR)              | 29.66 |       |
| 45        | 5       | 5    | Dalia Torrez (NCA)               | 29.67 |       |
| 46        | 5       | 1    | Nicola Muscat (MLT)              | 29.77 |       |
| 47        | 5       | 7    | Silvie Ketelaars (AHO)           | 29.93 |       |
| 48        | 4       | 4    | Massie Milagros Carrillo (PER)   | 29.99 |       |
| 49        | 5       | 8    | Talisa Pace (MLT)                | 30.04 |       |
| 50        | 4       | 8    | Sylvia Brunlehner (KEN)          | 30.16 |       |
| 51        | 3       | 7    | Kiran Khan (PAK)                 | 30.28 |       |
| 52        | 5       | 2    | Emily Chan Chee (MRI)            | 30.37 |       |
| 53        | 4       | 7    | Cheyenne Rova (FIJ)              | 30.65 |       |
| 54        | 4       | 2    | Reshika Udugampola (SRI)         | 30.77 |       |
| 55        | 6       | 8    | Talasha Satish Prabhu (IND)      | 30.85 |       |
| 56        | 4       | 5    | Shannon Austin (SEY)             | 30.96 |       |
| 57        | 1       | 3    | Ri Hyon Gyong (PRK)              | 30.97 |       |
| 58        | 3       | 6    | Tieri Erasito (FIJ)              | 31.13 |       |
| 59        | 3       | 4    | Danielle Bernadine Findlay (ZAM) | 31.33 |       |
| 59        | 3       | 5    | Judith Ilan Meauri (PNG)         | 31.33 |       |
| 61        | 4       | 1    | Ann-Marie Hepler (MHL)           | 31.55 |       |
| 62        | 4       | 6    | Elaine Reyes (GIB)               | 31.78 |       |
| 63        | 3       | 3    | Michelle Ysrael (GUM)            | 31.99 |       |
| 64        | 6       | 1    | Bayan Jumah (SYR)                | 32.31 |       |
| 65        | 3       | 1    | Soraya Oruya (KEN)               | 32.97 |       |
| 66        | 2       | 7    | Celeste Brown (COK)              | 33.17 |       |
| 67        | 2       | 3    | Patricia Cani (ALB)              | 33.48 |       |
| 68        | 2       | 1    | Debra Daniel (FSM)               | 33.52 |       |
| 69        | 3       | 2    | Zenina Cruz (GUM)                | 33.53 |       |
| 70        | 2       | 4    | Mariam Foum (TAN)                | 33.80 |       |
| 71        | 3       | 8    | Britany van Lange (GUY)          | 35.29 |       |
| 72        | 2       | 5    | Grace Kimball (MNP)              | 36.04 |       |
| 73        | 1       | 4    | Katerina Izmaylova (TJK)         | 36.73 |       |
| 74        | 2       | 6    | Shajan Aminath (MDV)             | 38.79 |       |
| 75        | 2       | 2    | Keanna Villagomez (MNP)          | 39.14 |       |

### Semifinal
A semifinal  ocorreu dia 16 de dezembro. Oito competidores se classificaram para a final.
Semifinal 1
| Colocação | Raia | Nome                             | Tempo | Notas |
| --------- | ---- | -------------------------------- | ----- | ----- |
| 1         | 4    | Felicity Galvez (AUS)            | 25.20 | Q, CR |
| 2         | 3    | Jeanette Ottesen (DEN)           | 25.53 | Q     |
| 3         | 5    | Triin Aljand (EST)               | 25.54 | Q     |
| 4         | 2    | Marieke Guehrer (AUS)            | 25.76 | Q     |
| 5         | 6    | Amit Ivry (ISR)                  | 26.05 |       |
| 6         | 1    | Arianna Vanderpool-Wallace (BAH) | 26.36 |       |
| 7         | 7    | Sze Hang Yu (HKG)                | 26.46 |       |
| 8         | 8    | Melanie Schweiger (SUI)          | 26.58 |       |

Semifinal 2
| Colocação | Raia | Nome                     | Tempo | Notas |
| --------- | ---- | ------------------------ | ----- | ----- |
| 1         | 4    | Therese Alshammar (SWE)  | 25.19 | Q, CR |
| 2         | 2    | Lu Ying (CHN)            | 25.41 | Q     |
| 3         | 5    | Inge Dekker (NED)        | 25.45 | Q     |
| 4         | 3    | Christine Magnuson (USA) | 25.65 | Q     |
| 5         | 6    | Dana Vollmer (USA)       | 25.84 |       |
| 6         | 7    | Mélaine Henique (FRA)    | 25.91 |       |
| 7         | 1    | Ingvild Snildal (NOR)    | 26.21 |       |
| 8         | 8    | Katerine Savard (CAN)    | 26.49 |       |

### Final
A final teve sua disputa realizada em 17 de dezembro.
| Colocação         | Raia | Nome                     | Tempo | Notas |
| ----------------- | ---- | ------------------------ | ----- | ----- |
| Medalha de ouro   | 4    | Therese Alshammar (SWE)  | 24.87 | CR    |
| Medalha de prata  | 5    | Felicity Galvez (AUS)    | 24.90 |       |
| Medalha de bronze | 2    | Jeanette Ottesen (DEN)   | 25.24 |       |
| 4                 | 3    | Lu Ying (CHN)            | 25.34 |       |
| 5                 | 6    | Inge Dekker (NED)        | 25.48 |       |
| 6                 | 7    | Triin Aljand (EST)       | 25.61 |       |
| 7                 | 1    | Christine Magnuson (USA) | 25.74 |       |
| 8                 | 8    | Marieke Guehrer (AUS)    | 25.96 |       |

Legenda
| Recorde mundial       | Recorde mundial (World record)               |                       | Recorde africano                      | Recorde africano (African) |                                           | Q | Classificado por posição (Qualified) |
| Recorde do campeonato | Recorde do campeonato (Championship record)  | Recorde da América    | Recorde da América (Americas)         | q                          | Classificado por melhor tempo (Qualified) |   |                                      |
| Melhor marca do ano   | Melhor marca do ano (World leading)          | Recorde asiático      | Recorde asiático (Asian)              | DNS                        | Não largou (Did not start)                |   |                                      |
| Recorde nacional      | Recorde nacional (National record)           | Recorde europeu       | Recorde europeu (European)            | DNF                        | Não terminou (Did not finish)             |   |                                      |
| Recorde pessoal       | Recorde pessoal do atleta (Personal best)    | Recorde da Oceania    | Recorde da Oceania (Oceania)          | DSQ / DQ                   | Desclassificado (Disqualified)            |   |                                      |
| Recorde da temporada  | Recorde da temporada do atleta (Season best) | Recorde sul-americano | Recorde sul-americano (South America) | NM                         | Sem marca (No mark)                       |   |                                      |